# Talaiotische Siedlung von S’Illot

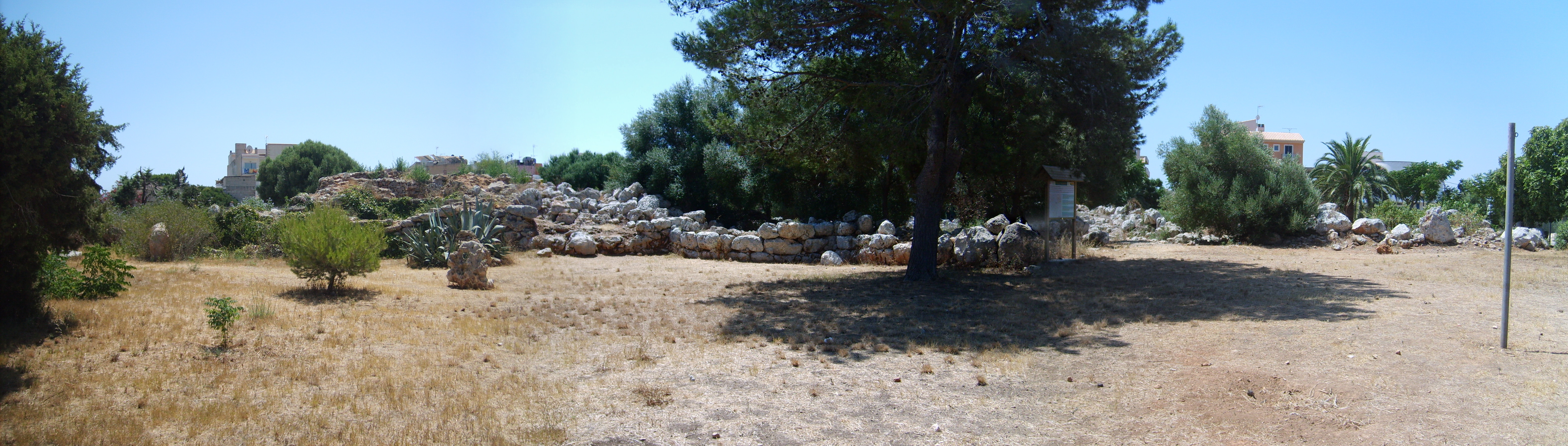
Nördliche Ansicht des talaiotischen Dorfes

Die talaiotische Siedlung von S’Illot (mallorquinisch Poblat talaiòtic de s’Illot) ist eine archäologische Ausgrabungsstätte einer der bronzezeitlichen Talaiot-Kultur (auch Talayot-Kultur) zugerechneten Siedlung auf der spanischen Baleareninsel Mallorca. Sie befindet sich an der Ostküste der Insel auf dem Gemeindegebiet von Sant Llorenç des Cardassar in der Region (Comarca) Llevant. Das genaue Alter der Siedlung ist nicht bekannt, die ältesten Fundstücke stammen aus der Zeit um 1100 v. Chr.

## Lage
Der Ort S’Illot ist eine Küstensiedlung an der Cala Moreia, einer kleinen ostmallorquinischen Meeresbucht, und liegt zwischen den Siedlungen Sa Coma im Norden und Cala Morlanda an der gleichnamigen südlich anschließenden Bucht Cala Morlanda. Die drei als Touristen-Orte angelegten Siedlungen direkt am Meer gehen jeweils ohne sichtbare Grenze ineinander über. S’Illot wird dabei durch die Gemeindegrenze am Torrent de Ca n’Amer, einem Sturzbach (Torrent), zwischen den Gemeinden Sant Llorenç des Cardassar und Manacor geteilt und durch beide getrennt verwaltet.
Die prähistorischen Reste der talaiotischen Siedlung von S’Illot befinden sich etwa 100 Meter nordöstlich des Torrent de Ca n’Amer, innerhalb des Siedlungsteils von S’Illot, der zu Sant Llorenç des Cardassar gehört. Die vollständig durch die Bauten des Touristen-Ortes umschlossene Ausgrabungsstätte hat eine Ausdehnung von circa 8000 m² und liegt 100 Meter entfernt von der Küste der Cala Moreia. Begrenzt wird das Areal durch die Straßen Carrer Llebeig, Carrer Gregal und Carrer Rosa dels Vents. Die Straße, die S’Illot mit dem Inselinneren Richtung Son Carrió und der Küstenstraße MA-4023 verbindet, die namentlich unbenannte MA-4021, endet direkt an der Ausgrabungsstätte. Das Gelände ist nicht umzäunt und daher frei zugänglich. Westlich angrenzend in der Carrer de Llebeig befindet sich ein Besucherzentrum, in dem Informationen zur Geschichte des talaiotischen Dorfes vermittelt werden.

## Beschreibung

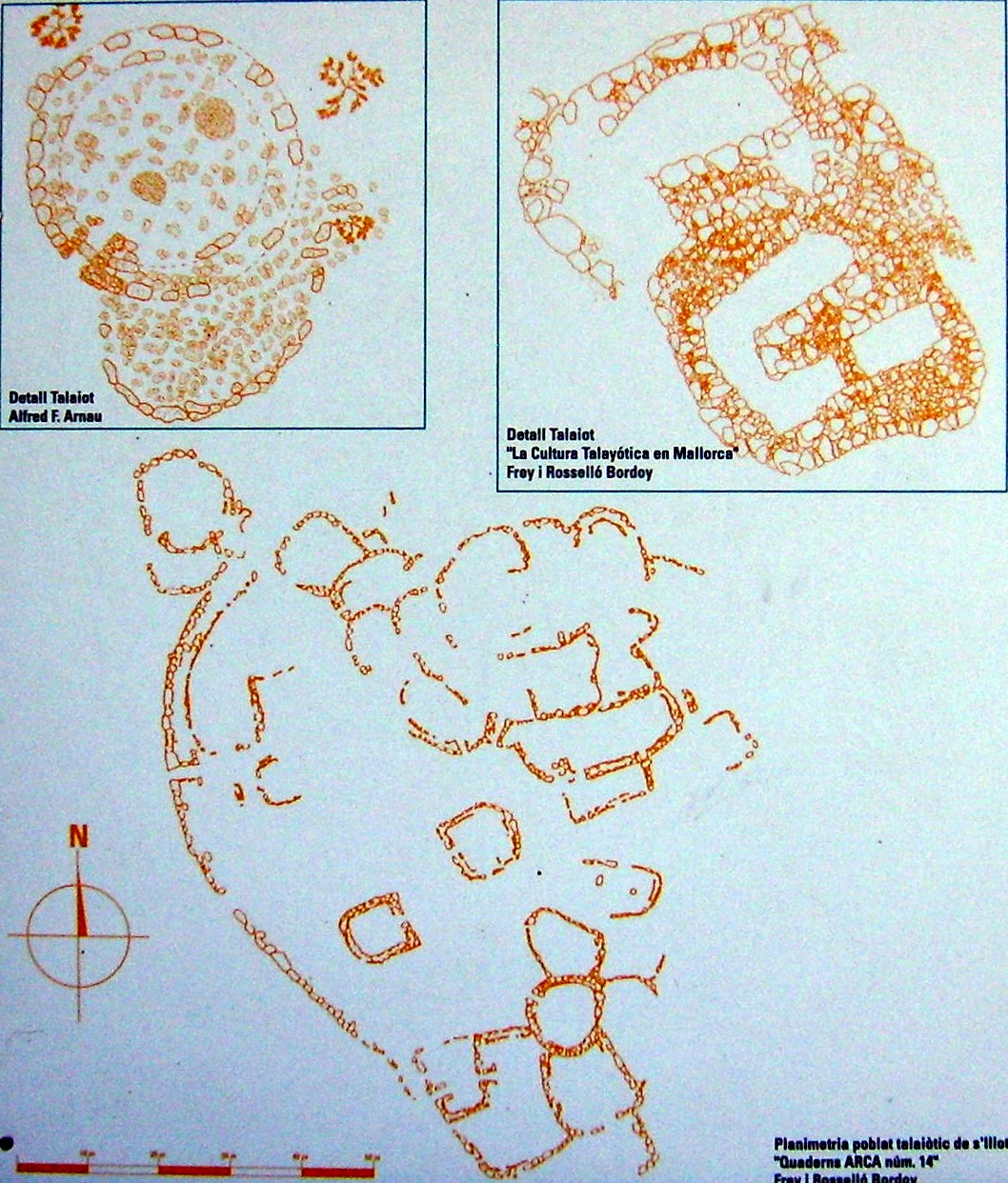
Lageplan

Die auf einer ebenen Fläche errichtete talaiotische Siedlung von S’Illot wird an der Westseite durch eine Zyklopenmauer begrenzt, die einen halbkreisförmigen Grundriss aufweist. Sie umgab möglicherweise in vergangener Zeit die ganze Anlage, was bis heute jedoch nicht geklärt werden konnte. Einzelne Gebäude im Süden der Siedlung scheinen in diese Mauer integriert gewesen zu sein. Die erhaltenen Mauerreste bestehen aus großen ungefügten Steinen nach außen, die vertikal aufgestellt wurden, einem mit Schotter verfüllten Zwischenraum und mittelgroßen, waagerecht liegenden Steinen zum Inneren der Siedlung.
Einer der drei Talaiot genannten Türme der Siedlung befindet sich nordwestlich des Mauerrings. Er hat eine runde Form und einen südlichen Anbau, der den Turm mit der Außenseite der Umfassungsmauer verbindet. Die Großstein-Mauer endet auf Höhe dieses Talaiot, so dass die Nord- und Westseite der talaiotischen Siedlung heute offenstehen. Nur Büsche und kleine Bäume behindern von diesen Seiten stellenweise den Zugang zu den Siedlungsresten. An der Nordseite wurde seitens der Gemeinde Sant Llorenç des Cardassar eine Informationstafel mit Lageplan aufgestellt.
Das Zentrum der frühgeschichtliche Anlage bildete der quadratische Haupt-Talaiot, der mit seinen ungeordnet anschließenden Anbauten auf dem nordöstlichen Bereich der Ausgrabungsstätte steht. Er wurde zwischen 1960 und 1970 von Forschern der Philipps-Universität Marburg freigelegt. Neben den kleineren, häufig viereckigen Anbauten mit abgerundeten Abschlüssen weist das Zentralmonument südöstlich eine Erweiterung durch eine nierenförmige Kammer auf, unter der ein unterirdischer Gang zu einem Süßwassersee führt. Durch Um- und Anbauten späterer Epochen sind die ursprünglichen Merkmale des Haupt-Talaiot nicht erhalten.
Am Südende der Ausgrabungsstätte steht der dritte Turm der talaiotischen Siedlung. Er hat einen runden Grundriss mit einem westlichen Zugang vom Inneren der Siedlung. Dieser Talaiot wird wie der Zentralbau von mehreren quadratischen Anbauten umgeben. Einige der Anbauten weisen die Besonderheit auf, dass sie die westliche Umfassungsmauer fortzusetzen scheinen. Gegen eine Schutzfunktion nach außen sprechen bei einigen dieser Räume jedoch die Anlage der Eingangsbereiche, die nach Süden bzw. Westen in Richtung Außenbereich der Siedlung angelegt sind. Möglich ist eine frühere Meereslage dieser Gebäude an der heute 100 Meter entfernten Küste, da das Gebiet von S’Illot in der Vergangenheit Marschland war.

Bauwerksreste der talaiotischen Siedlung
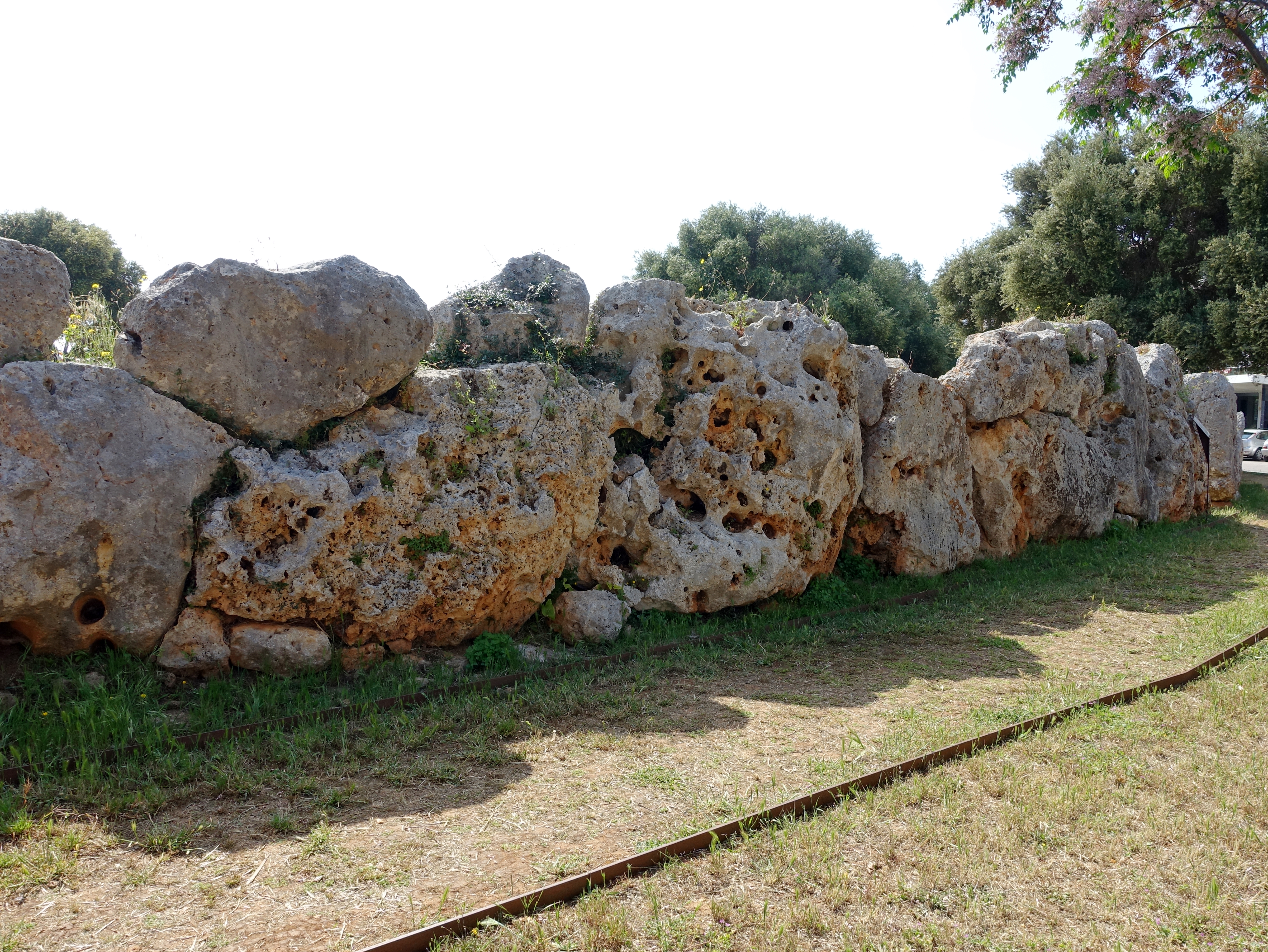
Westliche Umfassungsmauer
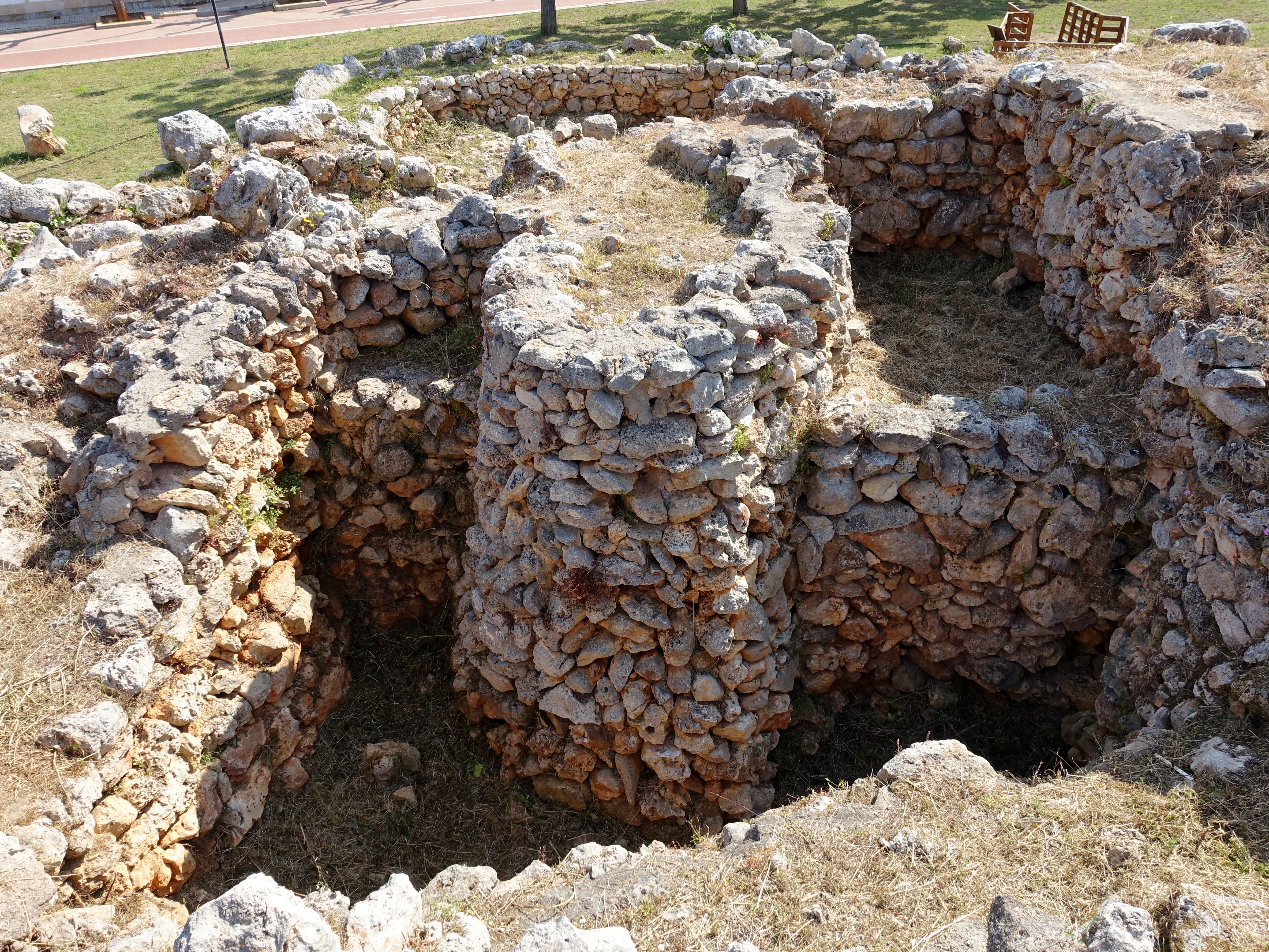
Zentralmonument
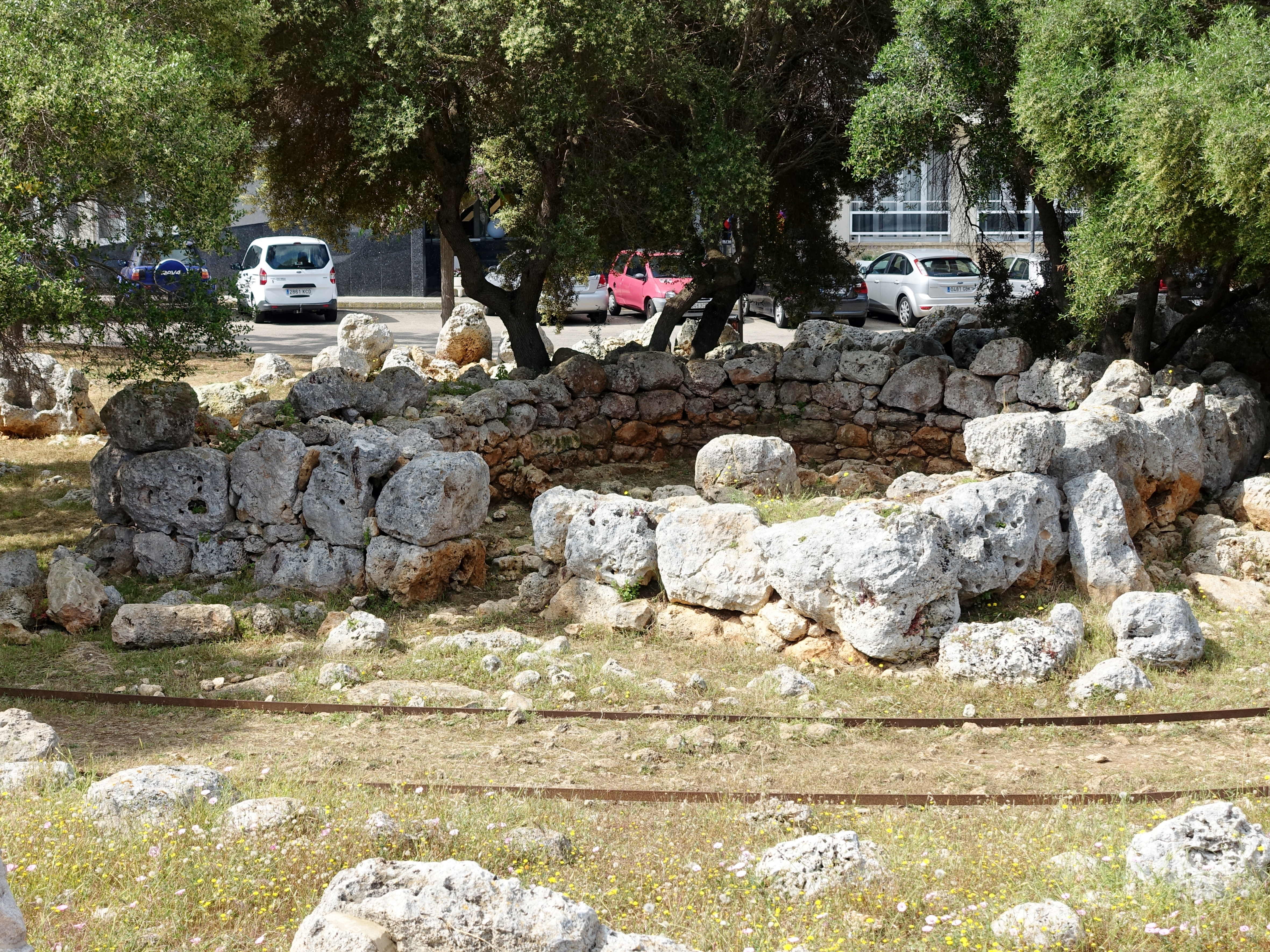
Hufeisenförmiges Heiligtum
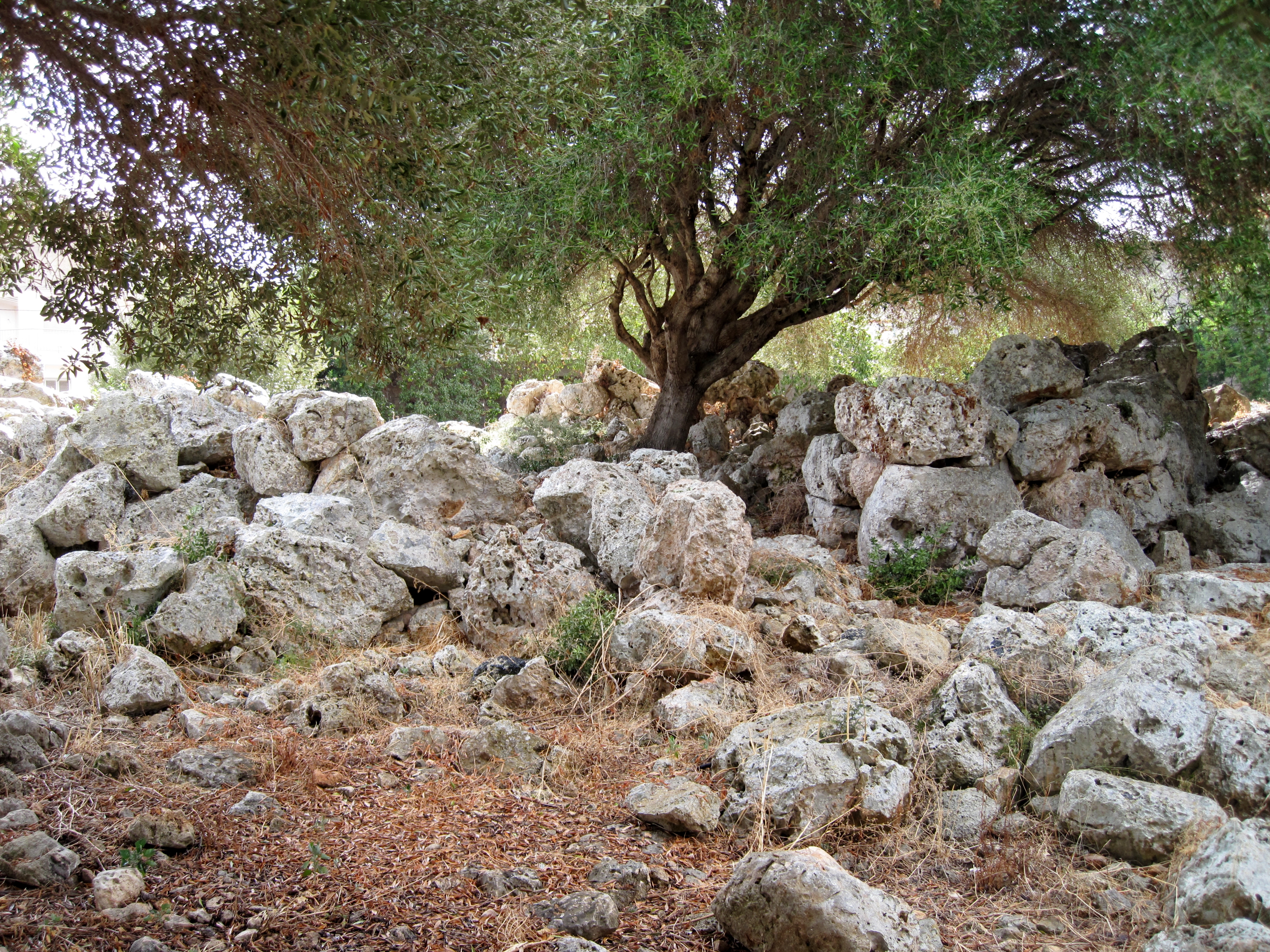
Südlicher Talaiot

Zwischen dem südlichen Talaiot, dem Zentralmonument und der westlichen Umfassungsmauer sind die Grundmauern zweier Heiligtümer erhalten geblieben. Beide haben einen hufeisenförmigen Grundriss, das heißt, einer geraden Seite, an der sich der jeweilige Eingang befindet, liegt eine halbrunde Seite gegenüber. Die beiden Heiligtümer der Siedlung von S’Illot stehen einander etwas versetzt mit den geraden Seiten gegenüber. Die Überzeugung, dass es sich bei diesen Bauwerken um Heiligtümer gehandelt habe, schloss man aus ähnlichen Bauwerken anderer talaiotischer Siedlungen der Insel, in denen Kultgegenstände und Reste von Opfertieren oder Ritualmahlzeiten gefunden wurden. In S’Illot fand man keine derartigen Hinweise.

## Geschichte

### Zeitabschnitt des Talaiotikum

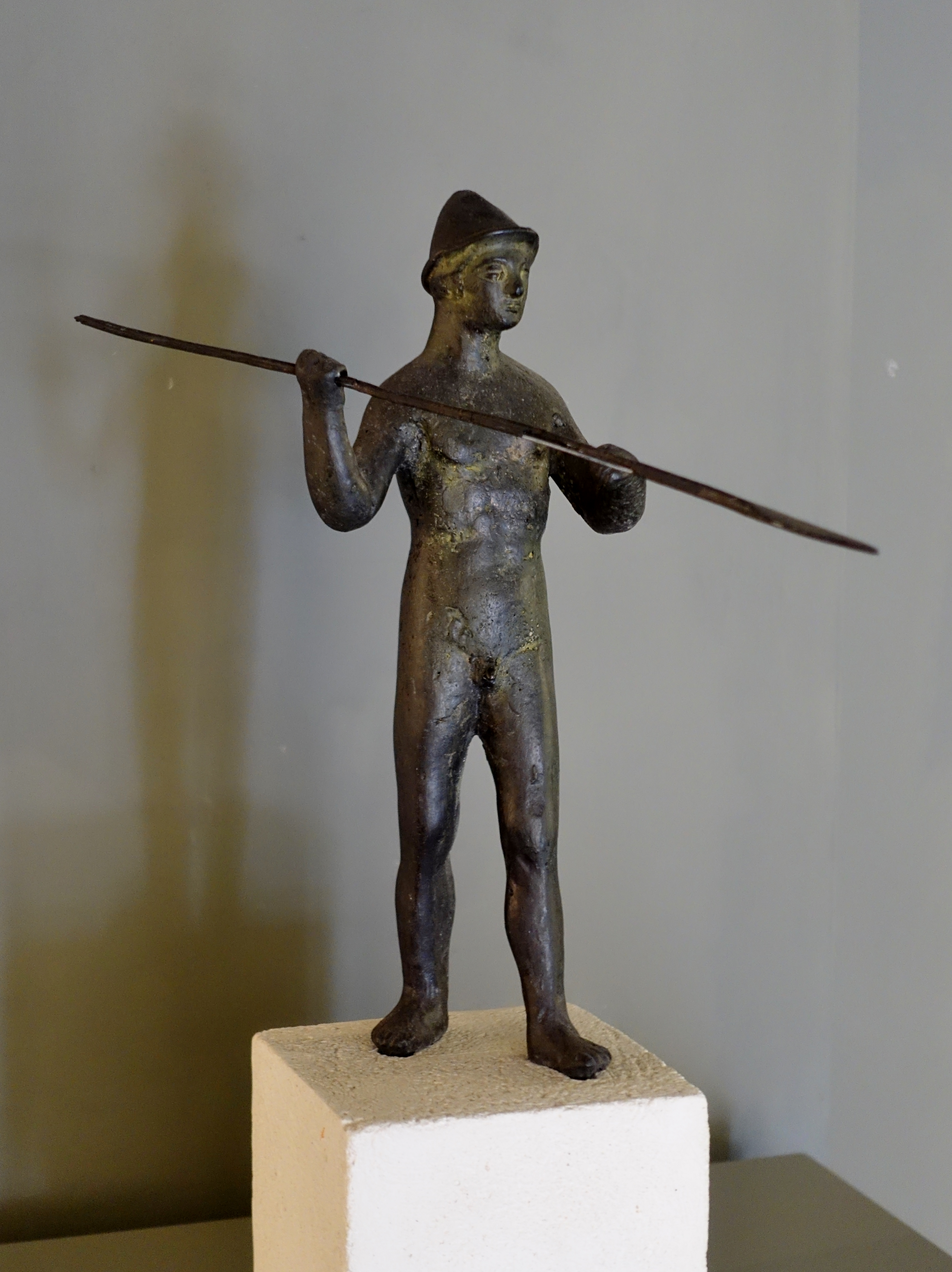
Statue im Besucherzentrum der talaiotischen Siedlung

Das Zeitalter des Talaiotikum auf Mallorca reichte von etwa 1300 v. Chr. bis zur römischen Eroberung der Insel im Jahr 123 v. Chr. Bei der Talaiot-Kultur handelt es sich um eine Megalithkultur zwischen dem Ende der Bronze- und dem Beginn der Eisenzeit, gekennzeichnet durch Turm- und andere Bauten in Großstein-Bauweise. Der Name talaiot (katalanisch) sowie talayot (kastilisch) ist vom katalanischen Wort talaia für „Beobachtungs- und Wachturm“ abgeleitet, das seinen Ursprung im arabischen atalaji für „Wache“ hat. Ähnliche Bauwerke entstanden in diesem Zeitraum auch auf Menorca, Korsika, Sardinien und Pantelleria. Das Talaiotikum wird in vier Abschnitte eingeteilt, wobei die ersten beiden bzw. die letzten beiden dieser Zeitabschnitte zueinander geringere Unterschiede aufweisen. 
Die Zeit des Talaiotikum I, beginnend um 1300 v. Chr., ist gekennzeichnet durch das Aufkommen unterirdischer Grabstätten und einzelstehender Türme in besagter Megalith-Bauweise, der sogenannten Zyklopen-Technik. Im Talaiotikum II, ab ca. 1000 v. Chr., kamen ummauerte Einfriedungen der Siedlungen hinzu. Aus diesen beiden Abschnitten der ersten Periode der Talaiot-Kultur sind Fundstücke aus gewöhnlicher Keramik, Begräbnis-Keramik, Bronze-Waffen und -Werkzeuge und bearbeitete Knochen bekannt.
In den Bodenschichten, die den Jahren nach 800 v. Chr. zugerechnet werden, fand man zusätzlich zu Keramiken und Figuren aus Bronze auch Gegenstände aus Blei und Eisen. Verschiedene Fundstücke lassen auf einen beginnenden Handel mit den Karthagern schließen, die um 654 v. Chr. eine Handelsniederlassung auf Ibiza gründeten. Die Siedlungen erhielten in diesem Abschnitt des Talaiotikum III Anbauten mit rechteckigem Grundriss sowie Hypostylos-Säle (Säulensäle) und durch Ausgrabungen kann auf einen Stierkult mit Feuerbestattung geschlossen werden.
Im Talaiotikum IV ab etwa 500 v. Chr. ging man zur Bestattungsform in Fötusstellung (in Kalk) über. Baulich entstanden Heiligtümer (Sanktuarien) und bei den Keramiken kamen Nachbildungen karthagisch/phönizischer und römischer Formen auf, was als Akkulturation bezeichnet wird. Die offensive Bewaffnung (Schwerter, Messer, Lanzenspitzen) sowie die Vielfalt der Werkzeuge nahm an Bedeutung zu. Der Einfluss anderer mittelländischer Zivilisation führte zu einer allmählichen Veränderung der einheimischen Kultur, was nicht nur an den Fundstücken damaliger Haushaltsgeräte, sondern auch der spirituellen und künstlerischen Werke deutlich wird, wie zum Beispiel Helden- und Krieger-Ikonen (kleinen Statuen, bekannt unter dem Namen „Mars Balearicus“).

Rekonstruktionen einer Talaiotsiedlung
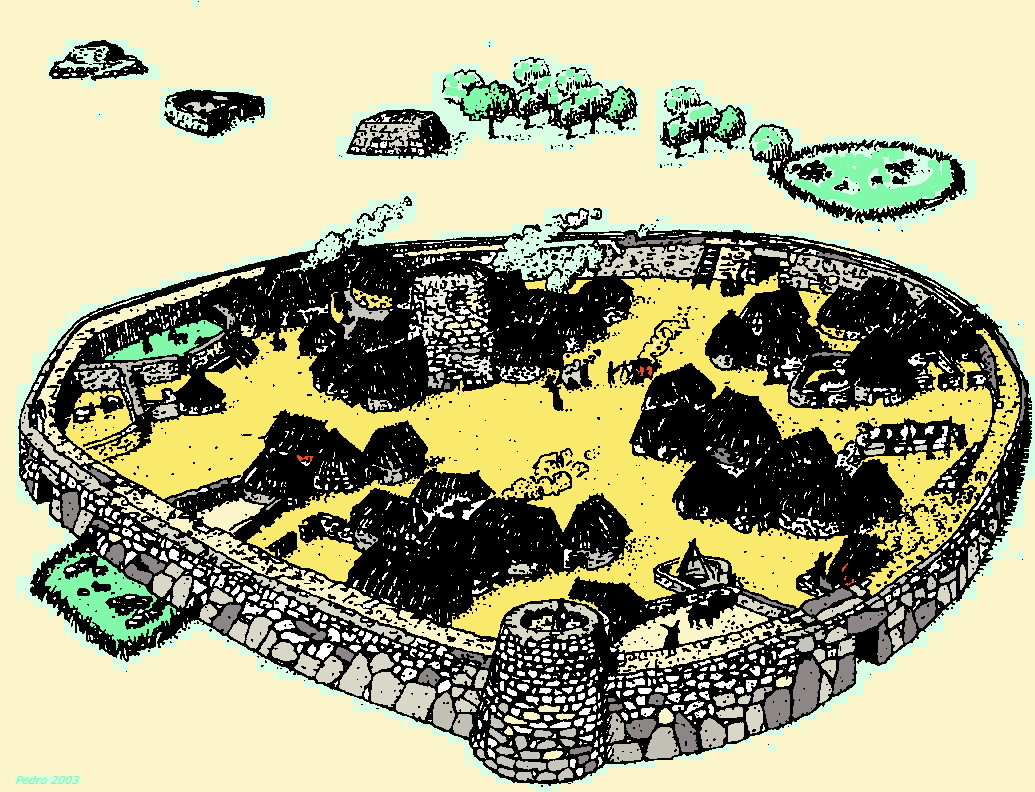
Siedlungsansicht
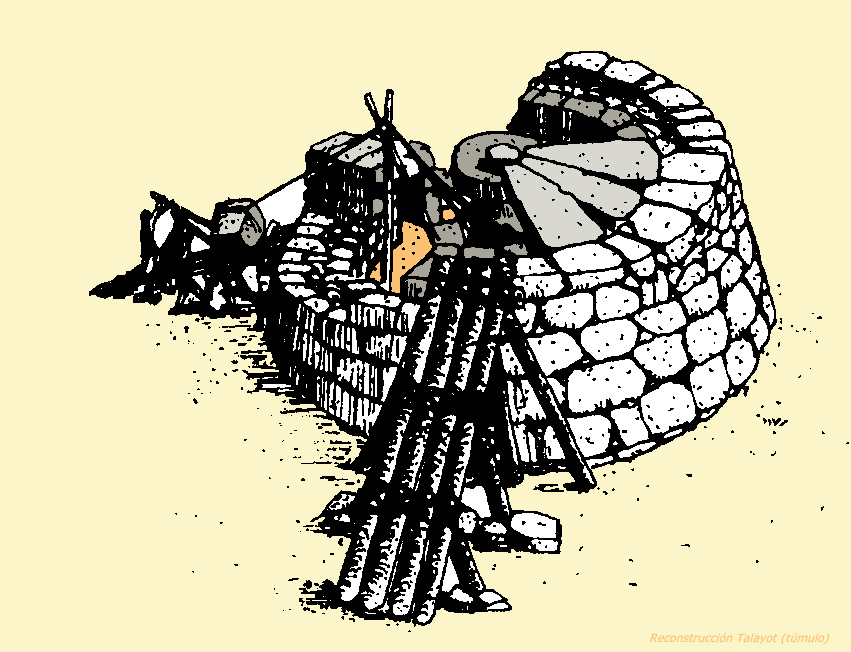
Säulensaal / Schnitt
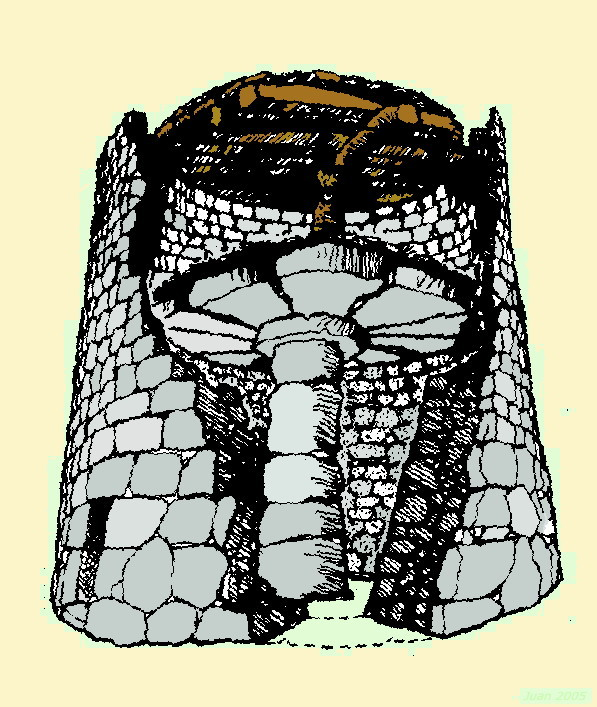
Talaiot mit 2. Etage
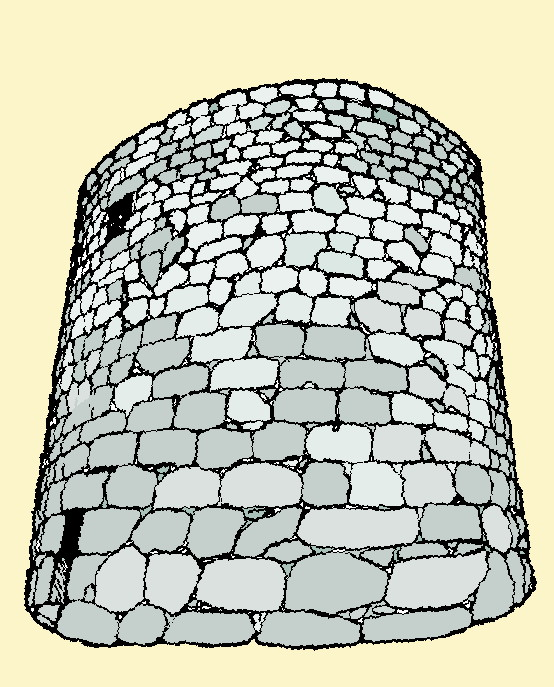
Talaiot (Turm)

### Einordnung der talaiotischen Siedlung von S’Illot
Anhand von C-14-Analysen von verkohlten Holzsplittern aus den unteren Bodenschichten konnten die frühesten Fundstücke der prähistorischen Siedlung von S’Illot auf die Zeit um 1100 v. Chr. datiert werden. Unter dem Haupt-Talaiot gefundene Mauerzüge mit absidialem Grundriss, wobei es sich wohl um Reste von Naviformes handelt, legen eine vortalaiotische Besiedlung des Bereiches der Siedlung nahe. Diese vor 1300 v. Chr. errichteten Bauwerke bildeten die Fundamente für das Zentralmonument und dessen Anbauten. Die beiden runden Talaiots sind der gleichen Zeit zuzurechnen, in denen der quadratische Haupt-Talaiot entstand.

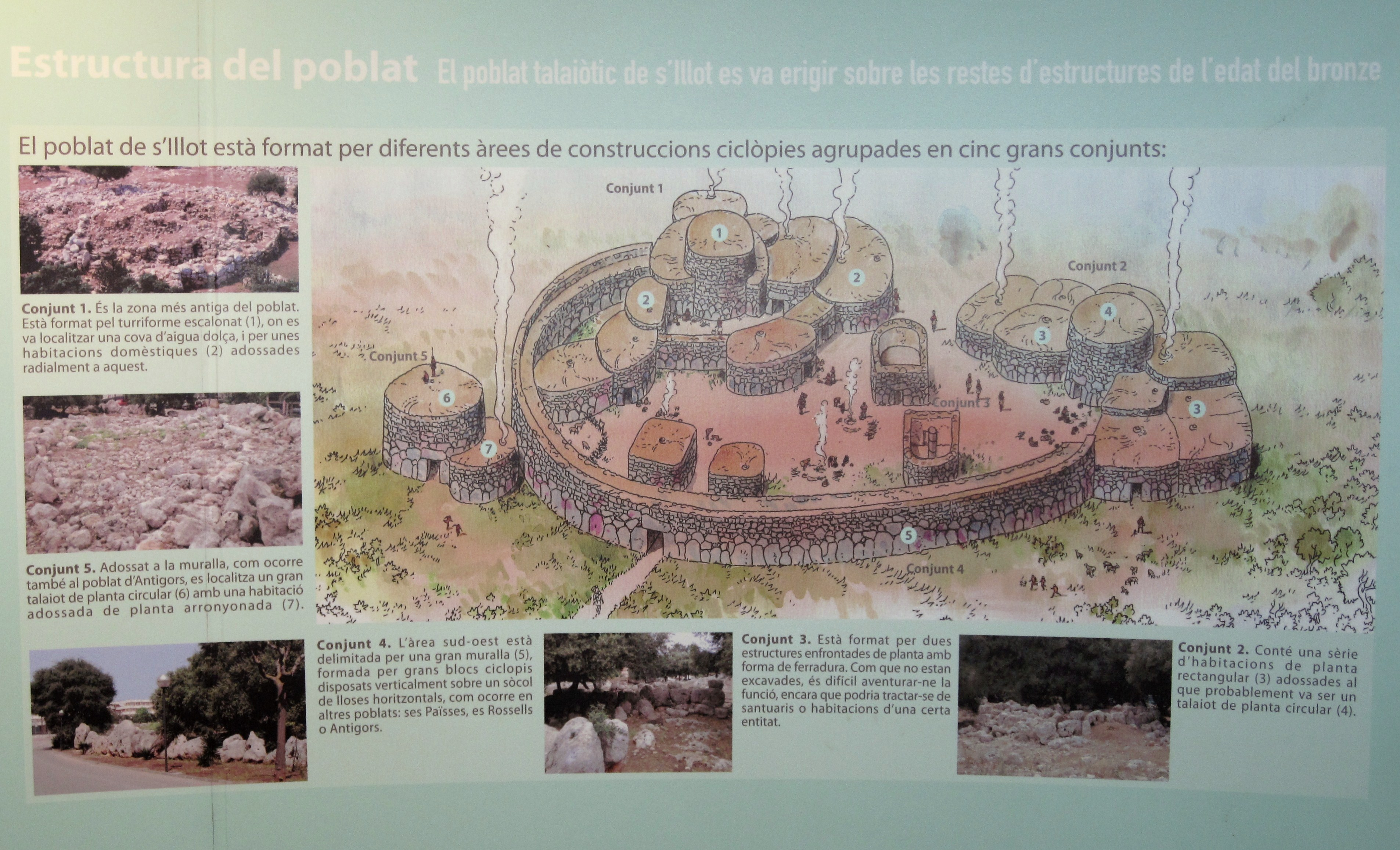
Rekonstruktion der talaiotischen Siedlung von S’Illot im Besucherzentrum des Ortes

In einem späteren Zeitabschnitt wurde die Umfassungsmauer errichtet. Auch die hufeisenförmigen Heiligtümer sind jüngeren Datums. Einzelne Gebäude wurden nachträglich an die vorhandene Bebauung angebaut, andere Räume, wie auch der quadratische Talaiot im Zentrum, umgebaut oder erweitert. Aus der heute bekannten Ausdehnung der Siedlung wird die Einwohnerzahl auf etwa 200 Menschen geschätzt. Bewohnt war die Talaiot-Siedlung, mit Ausnahme einer Besiedlungslücke nach der römischen Eroberung Mallorcas im Jahr 123 v. Chr., auch in spätrömischer Zeit bis einschließlich der islamischen Epoche.
Die Einwohner der Siedlung lebten hauptsächlich von Landwirtschaft und Viehzucht. Außerdem wurde Fischfang, Weichtiersammlung und Jagd betrieben. Jagdbares Wild waren damals Wildvogelarten, Rothirsche, Damhirsche, Wildschweine, Wildkatzen und Mönchsrobben. Bezeugt ist das durch die Grabungsergebnisse. Auf die Viehzucht weisen Knochenfunde von Schafen, Ziegen, Schweinen und Rindern, auf landwirtschaftliche Betätigung das Auffinden von Handmühlen, Mörsern und Stößeln hin. 
Unklar ist bis heute die Einordnung der fünf Talaiots und eines Grabhügels, die sich verstreut auf einem Territorium etwa zwei Kilometer um die talaiotische Siedlung von S’Illot befinden. Bei den Talaiots handelt es sich um die von Na Pol, Na Gatera, Ca n’Amer, sa Gruta und den Talaiot an der Küste nördlich der Cala Morlanda, die wie in einem Bogen um S’Illot angeordnet sind und ungefähr gleiche Abstände zueinander haben. Eine Beobachtungs- oder Verteidigungsfunktion für die Siedlung wäre möglich.

Talaiotische Bauwerke der Umgebung
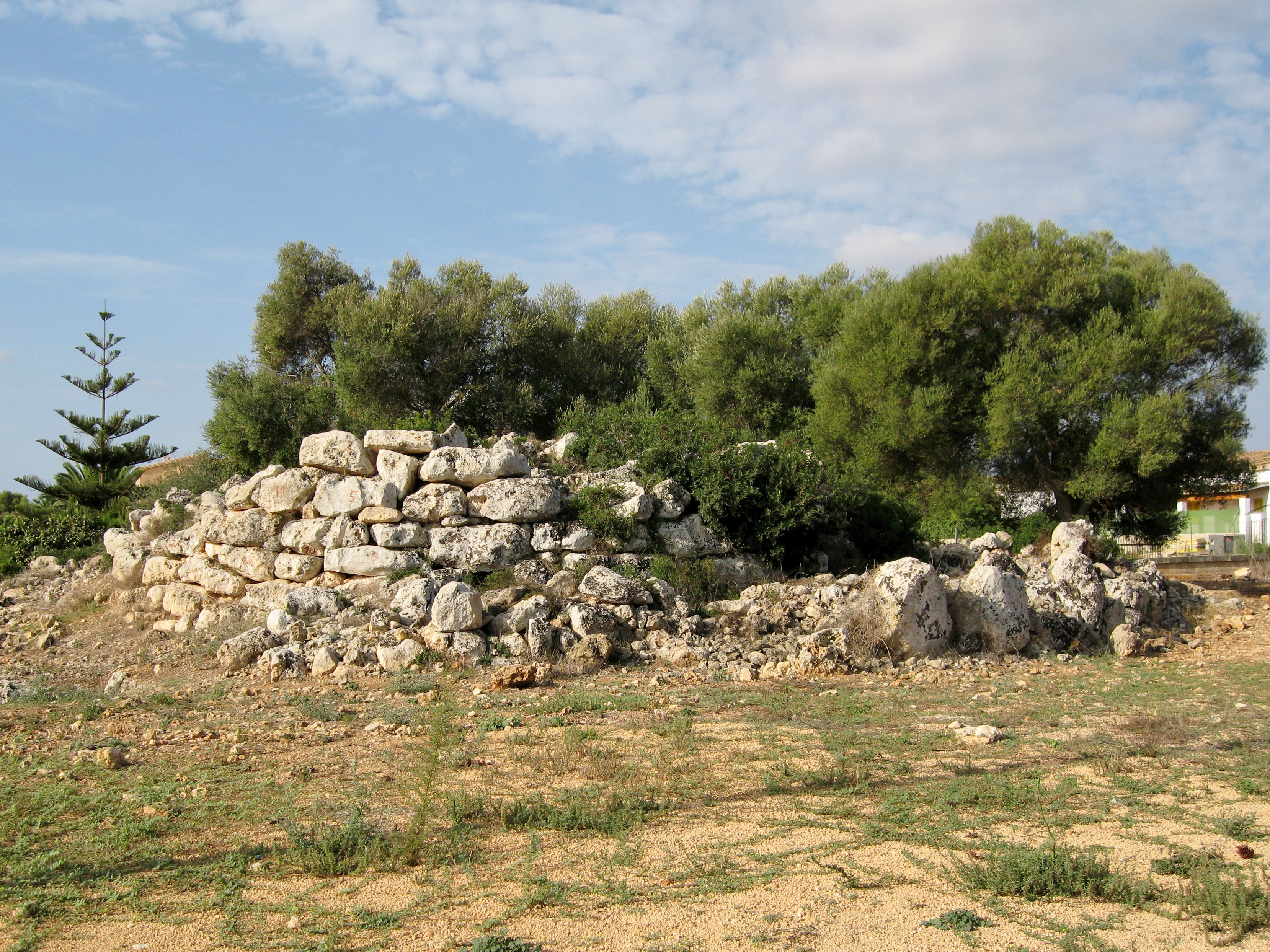
Talaiot de na Pol
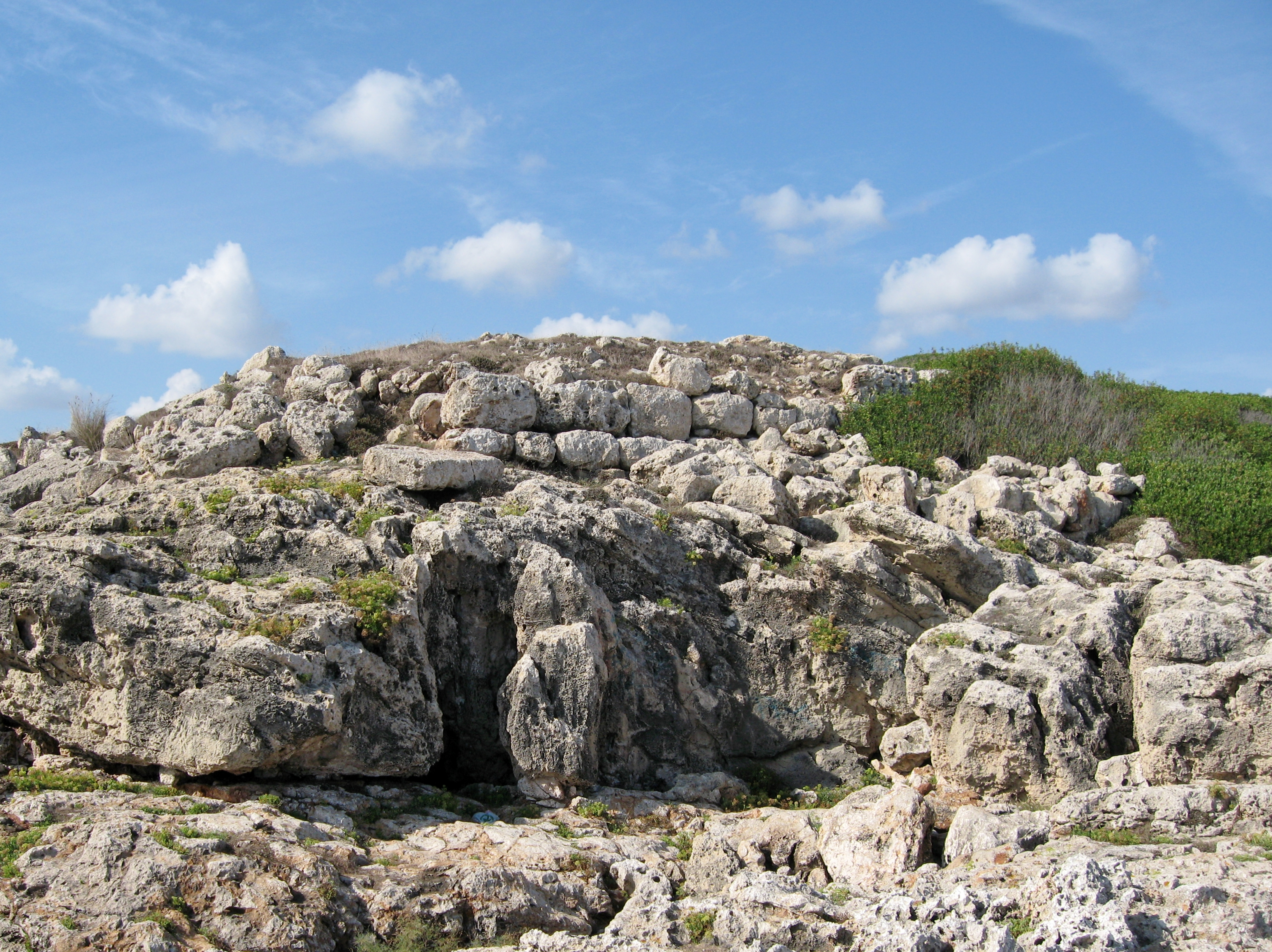
Talaiot de Cala Morlanda
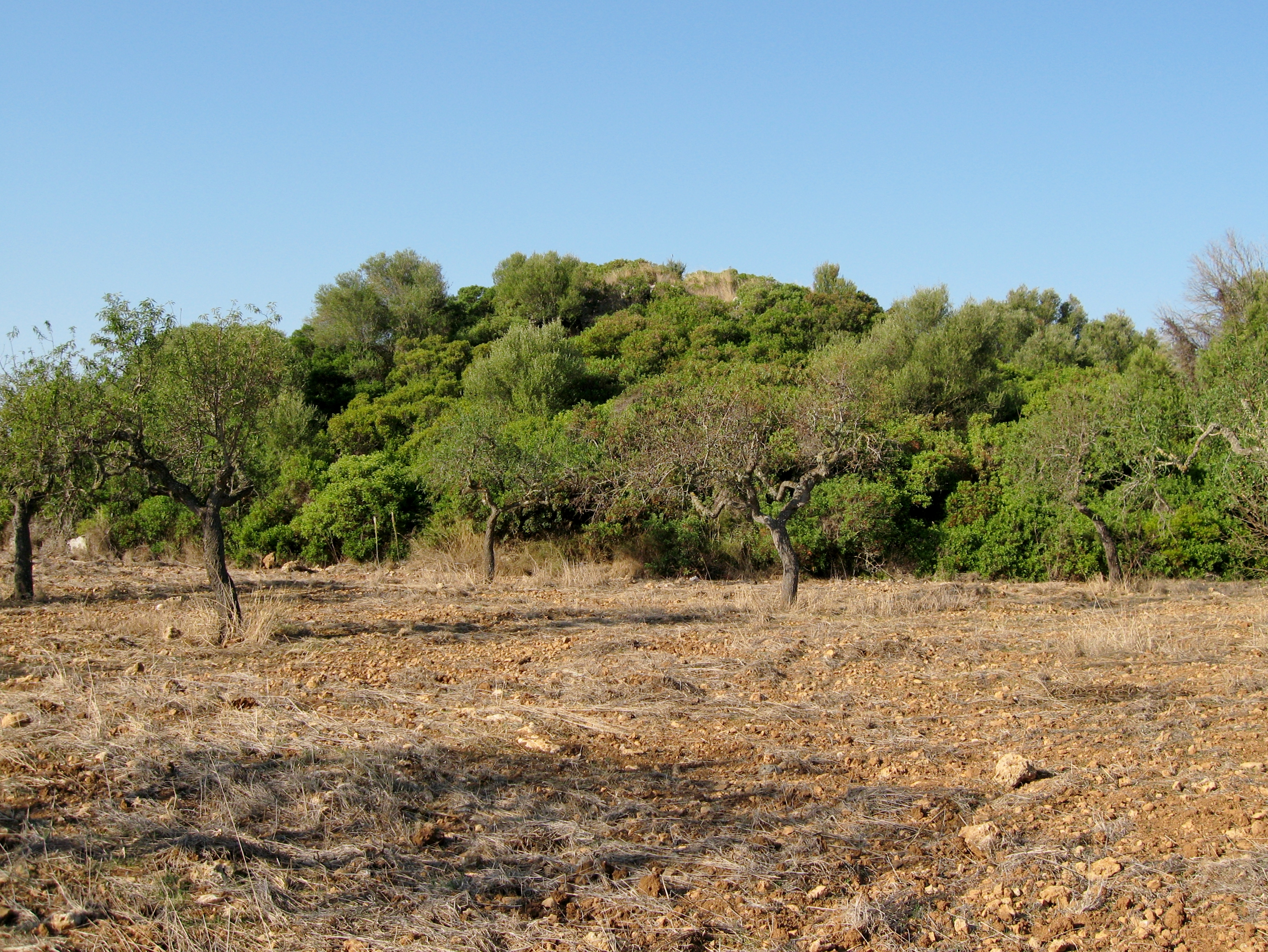
Talaiot de sa Gruta
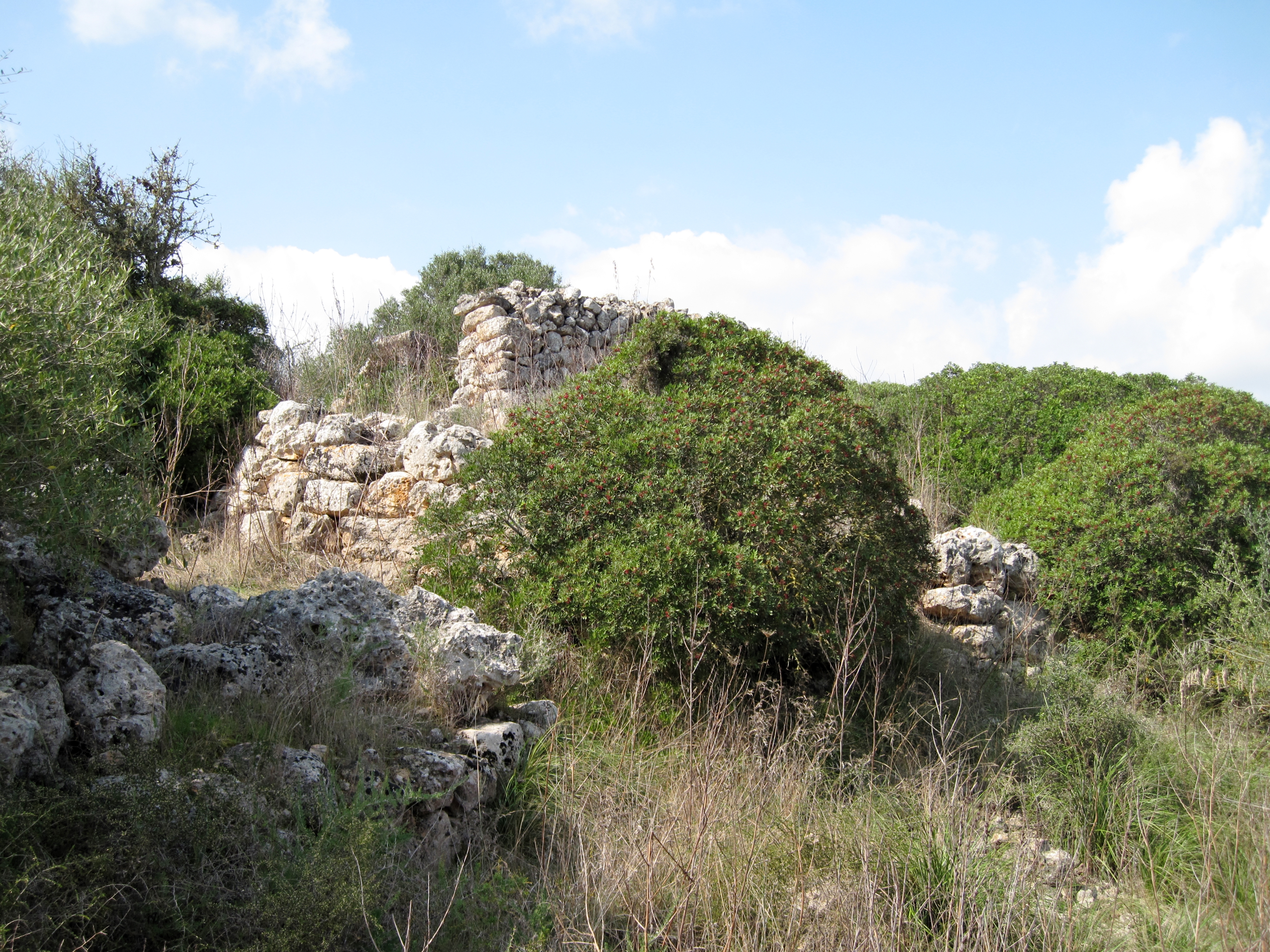
Talaiot de na Gatera

Von der Größe her ist die talaiotische Siedlung von S’Illot eine der bedeutendsten Ansiedlungen der Talaiot-Kultur im Osten Mallorcas. Geht man in dieser Epoche von überseeischen Verbindungen aus, dürfte sie auch eine besondere Rolle beim Handel und Kulturaustausch mit den verwandten Kulturen auf den östlich Mallorcas gelegenen anderen Inseln des westlichen Mittelmeeres gespielt haben.